# Haplochromis worthingtoni
Haplochromis worthingtoni е вид лъчеперка от семейство Цихлиди (Cichlidae).

## Разпространение
Видът е разпространен в Уганда.